# Lanarvily
Lanarvily é uma comuna francesa na região administrativa da Bretanha, no departamento de Finistère. Estende-se por uma área de 5.92 km². Em 2010 a comuna tinha 430 habitantes (densidade: 72,6 hab./km²).